# Statut d'Elche
Pour les articles homonymes, voir Statut d'autonomie valencien.
Le statut d'Elche (titre original, en catalan : Estatut d'Elx ; en castillan Estatuto de Elche) est une proposition de statut d'autonomie du Pays valencien, en Espagne, rédigée par un groupe d'intellectuels valencianistes et indépendants, rendue publique en 1975.

## Présentation générale
Le texte fut rendu public en octobre 1975 à Elche, quelques semaines avant la mort officielle du général Franco, qui était à la tête du dictature totalitaire depuis près de 36 ans.
Élaboré par un groupe d'intellectuels indépendants, parmi lesquels figuraient Eliseu Climent, Max Cahner, Joan Fuster, Josep Benet, Rafael Ribó, Rafael Ninyoles, Enric Ferrer Solivares et Enric Solà, ce dernier étant le principal rédacteur,,, il se démarque par une posture fondamentalement marquée par les postulats du nationalisme valencien, à une époque où l'incertitude était encore totale sur les changements de régime à venir. 
Il se compose de 40 articles répartis en six titres, d'un long préambule, d'une disposition finale et d'une disposition transitoire, tenant sur 10 pages. 
Son objectif était la sensibilisation du public et des formations politiques démocratiques (alors encore clandestines) à la « question nationale » valencienne et aux revendications culturelles valencianistes, après plusieurs décennies de clandestinité.
Dans le cadre de la sortie de la dictature franquiste et de la transition démocratique, le statut d'Elche constitue une référence majeure. Tous les textes postérieurs et les différentes propositions de statut élaborées au cours de ce processus s'en inspireront largement.
Il s'agit du statut le plus souverainiste proposé durant la transition démocratique et seul le PSAN, catalaniste radical, y apporta son soutien. Selon le juriste Lluís Aguiló, « C'était un texte de caractère maximaliste pensé pour provoquer [...] et guider un débat, et, en tout cas, devenir un possible document de base pour la négociation »,.
Les institutions du territoire sont appelées « Généralité » (Generalitat), en référence aux institutions catalanes et à l'institution historique du royaume de Valence, et se composent du Parlement, d'un gouvernement (dirigé par un président) et du Tribunal de cassation (Titre IV, article 18). Elles sont notamment en charge des domaines de la culture, de la recherche et de l'enseignement.

## Préambule
Le texte se démarque dans son préambule dans son affirmation de l'incertitude sur l'avenir politique de l'Espagne, ce qui justifie selon ses auteurs l'ambiguité de certains termes retenus car, affirme le texte, « il n'est pas possible de trancher a priori entre État fédéral ou État unitaire avec des régimes autonomiques ». En cela, il se rapproche de l'avant-projet de statut publié par Esquerra Valenciana en février 1937.
Il se présente comme « fruit d'une collaboration longue et étendue » et prend soin de placer le « peuple valencien » au centre de la décision finale, affirmant également le droit à l'autodétermination de celui-ci, l'établissement de l'autonomie étant présentée comme une première étape vers l'exercice de ce droit,.

## Territoire
Le territoire valencien y est désigné sous l'expression de « Pays valencien », appellation alors la plus répandue dans les milieux de l'opposition à la dictature. Le territoire est décrit par la liste complète de ses « comarques » et sans aucune mention des provinces — Valence, Alicante et Castellón —, seule démarcation administrative valide et mise en avant durant le franquisme. Le texte prévoyait ainsi implicitement une suppression des divisions provinciales, généralement considérées comme source de « dévertébration » du territoire par le nationalisme valencien.
L'article 18 du titre 6 affirme néanmoins que la Généralité fixera les limites géographiques du territoire.
L'article 10 du Titre I prévoit la possibilité pour le Pays valencien de former une « mancommunauté » avec les autres territoires des « Pays catalans » — Catalogne et îles Baléares —, notion à laquelle le texte fait référence à divers endroits, afin d'exercer conjointement certaines compétences.

## Question linguistique
Le texte établit l'officialité de la langue catalane (ainsi nommée) et la coofficialité du castillan dans les zones hispanophones,,, tout en reconnaissant le droit aux citoyens hispanophones de faire usage de leur langue dans leurs communications avec les institutions.
Le texte établit une séparation entre les hispanophones, désignés avec l'expression de « citoyens de parler castillan », et les catalanophones, « Valenciens de langue catalane », accordant une prééminence au valencien et, implicitement, une forme de statut de « valencianité » privilégié aux seconds.
L'article 4 (Titre I) établit que « Les publications officielles » et les « documents publics » « seront rédigées en catalan », les « copies en castillan de ces documents [n'étant] expédiées que lorsqu'elles prendront effet en dehors des Pays catalans ou sur demande des intéressés ». L'article 5 précise que « Les organismes de la Généralité utiliseront le catalan dans leur relation avec le Principat de Catalogne et les îles Baléares, et le castillan [...] avec le Gouvernement de l'État espagnol ».
De façon vague, l'article 37 (Titre 37) définit que les fonctionnaires et autorités destinés à « exercer au Pays valencien devront préalablement accréditer une connaissance suffisante de la langue catalane et de la législation valencienne en vigueur ».